# 维克托·赫里斯坚科
维克托·鲍里索维奇·赫里斯坚科（羅馬化：Viktor Borisovich Khristenko；1957年8月28日—），俄罗斯政治家，俄罗斯代理总理。他出生于车里雅宾斯克市。长期在车里雅宾斯克市和州政府任职。1994至1996年任车里雅宾斯克州第一副州长。1997年7月，出任俄罗斯联邦政府财政部副部长，1998年4月28日至9月27日任副总理，同年5月5日-8月23日任俄联邦政府主席团成员。1999年5月31日，赫里斯坚科任俄联邦政府第一副总理，同年6月14日成为安全会议成员。2000年1月10日，他被免去第一副总理职务，改任副总理，负责俄与国际金融组织之间的协调以及对外经济联系工作。2004年2月24日至3月5日任俄罗斯联邦政府代总理。2004年3月9日被任命为俄罗斯联邦工业和能源部部长。
| 官衔                         | 官衔                                    | 官衔                         |
| ---------------------------- | --------------------------------------- | ---------------------------- |
| 前任者： 米哈伊尔·卡西亚诺夫 | 俄羅斯代總理 2004年2月24日—2004年3月5日 | 繼任者： 米哈伊尔·弗拉德科夫 |